# Culinária do Magrebe

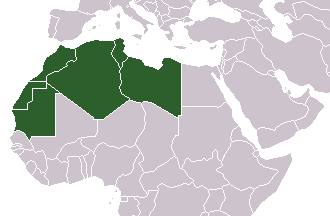
O Magrebe, a parte ocidental do mundo árabe

A Culinária do Magrebe corresponde às práticas culinárias dos países e as etnias que vivem e compõem o denominado: Magrebe (no árabe المغرب ) em oposição geográfica ao Máshreq. As culinárias do Magrebe têm em sua parte mais setentrional características típicas da cozinha mediterrânea, enquanto que também se encontram com parte das culinárias africanas. Possui algumas influências da cozinha turca (com exceção da gastronomia marroquina) devido à expansão do Império Otomano e por isso se podem ver as dolmas e os baklavas em muitas de suas regiões.

## Ingredientes
Os alimentos empregados estão marcados pelas normas halal do Islã, por esta razão não se come o porco, mas sim existe como denominador comum a carne de cordeiro e aves. O prato mais famoso e comum dos Magrebeinos é o cuscuz. Alguns dos ingredientes mais comuns do Magrebe são a massa harîssa, a marinada de peixe, e o chermoula. O emprego da menta nos pratos com carne é muito pronunciado na cozinha marroquina, assim como no leste da Argélia e na Tunísia. Estes três paísesadotaram a técnica de preservação e secagem da carne denominada gedîd, em que as especiarias são misturadas com a carne e o sal, o todo se deixando secar ao sol.
O instrumento comum nas cozinhas do Magrebe é o tajine onipresente em todos as salas de jantar, restaurantes e lugares de comida. O emprego do cuscuz faz que o cuscuzeiro esteja igualmente presente em muitas cozinhas do Magrebe. O cuscuz magrebino, deu origem a diversas variantes pelo mundo, dentre elas, o cuscuz nordestino e o cuscuz paulista (ambos no Brasil).

## Culinárias por País

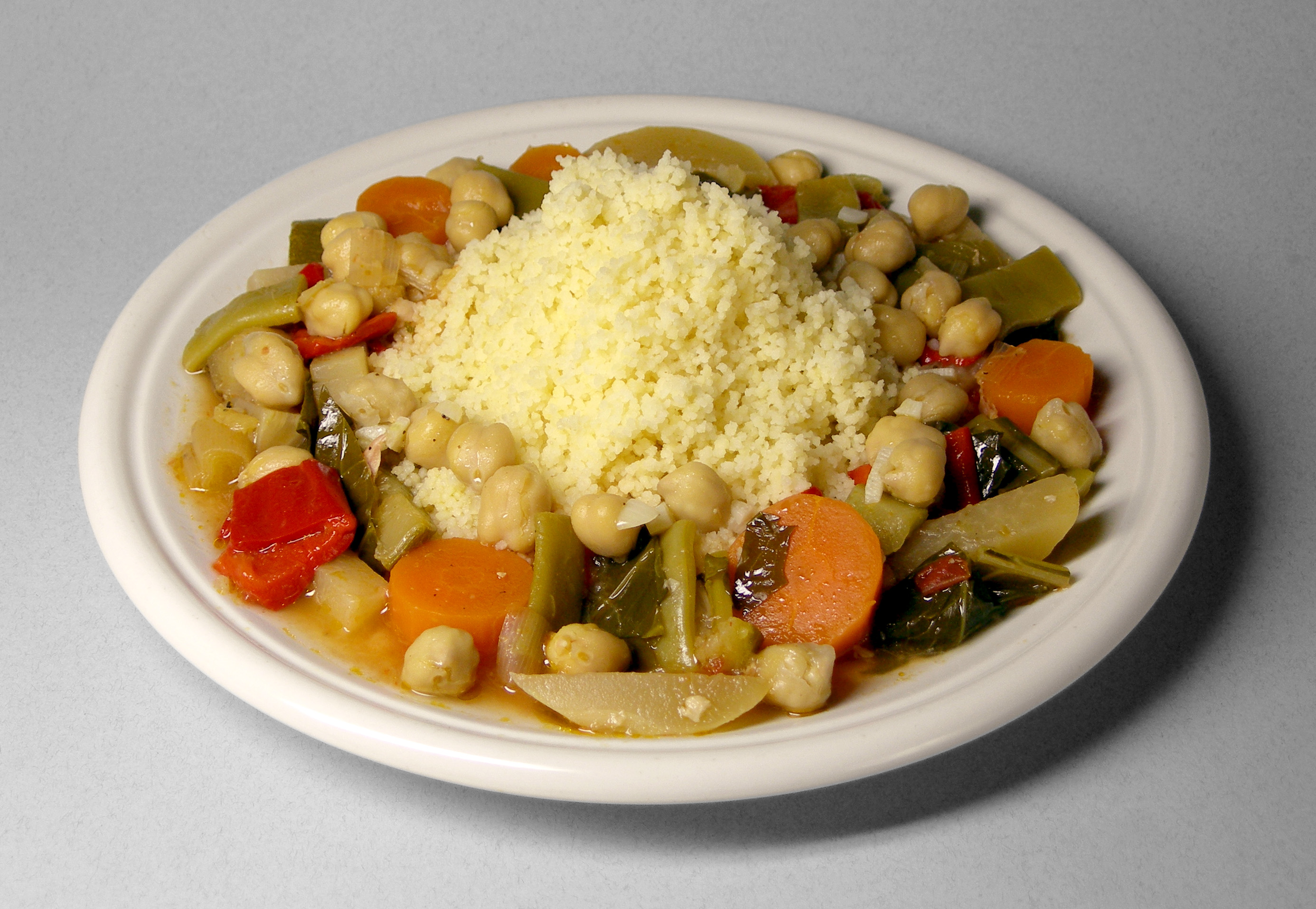
Cuscuz (O prato mais comum nas gastronomias do Magrebe), com grão-de-bico e verduras

As cozinhas do Magrebe compostas pelos países da região do Norte da África que compreende:
- - Culinária da Argélia - Argélia.

- - Culinária da Líbia - Líbia.

- - Culinária de Marrocos - Marrocos.

- - Culinária da Mauritânia - Mauritânia.

- - Culinária do Saara Ocidental - Saara Ocidental.

- - Culinária da Tunísia - Tunísia.

## Culinárias étnicas
Existem outros etnia|grupos étnicos que, sem estar dentro da circunscrição de um único país, compõem também parte da cozinha Magrebeina, um exemplo são os berberes que possuem seus próprios costumes culinários: Culinária berbere.